# Добрянка (Рязанская область)
Добрянка — деревня в Спасском районе Рязанской области. Входит в Лакашинское сельское поселение.

## География
Находится в центральной части Рязанской области на расстоянии приблизительно 42 км на северо-восток по прямой от районного центра города Спасск-Рязанский.

## История
В 1859 году здесь (тогда деревня Спасского уезда Рязанской губернии) было учтено 32 двора.

## Население
Численность населения: 254 человека (1859 год), 53 в 2002 году (русские 100 %), 47 в 2010.